# Gran dimisión
La gran dimisión o gran renuncia es una dimisión laboral generalizada que comenzó en Estados Unidos en julio de 2020, tras la pandemia de COVID-19, cuando millones de estadounidenses insatisfechos con su trabajo o su salario renunciaron a él. Esta tendencia laboral comenzó a replicarse en el mundo. Las ocupaciones de servicios de alimentación y de venta al por menor son las más afectadas. Algunos economistas han descrito a la «gran dimisión» como algo parecido a una huelga general.

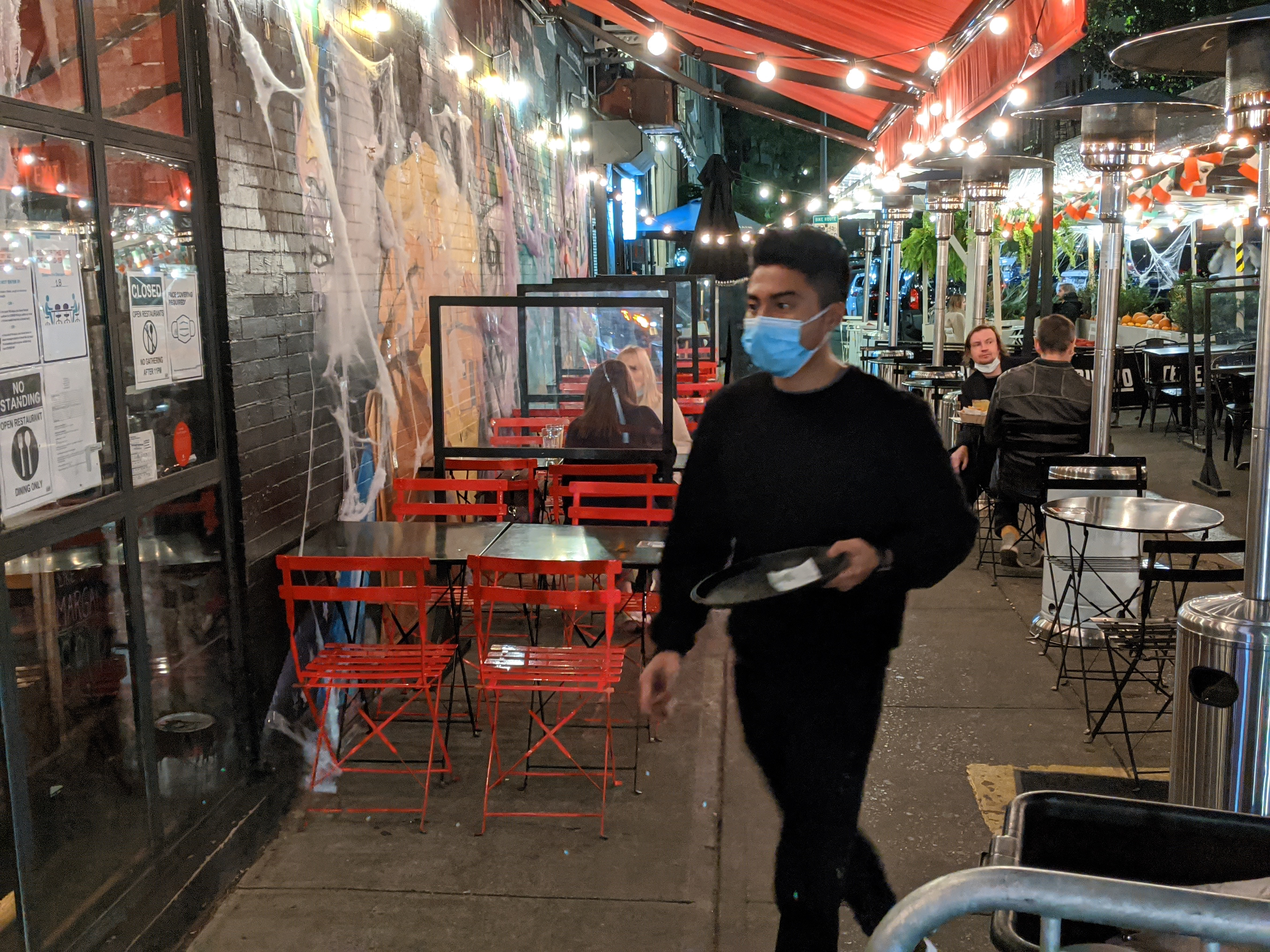
Camarero con máscara quirúrgica durante la pandemia de COVID-19, Nueva York, 2020. Los trabajos de hostelería son uno de los más afectados por la gran dimisión, tanto en Estados Unidos como en otros países. Las malas condiciones laborales, bajos salarios, jornadas largas y ausencia de contrato laboral en muchos casos afectan a camareros, camareras de piso, trabajadores de limpieza, cocineros y recepcionistas.

## Aparición de la expresión
La expresión great resignation (gran dimisión, en inglés) fue posiblemente acuñada por Anthony Klotz, profesor de gestión en la Mays Business School de la Universidad de Texas A&M, que predijo la salida masiva de trabajadores en mayo de 2021.

## Fenómeno paradójico

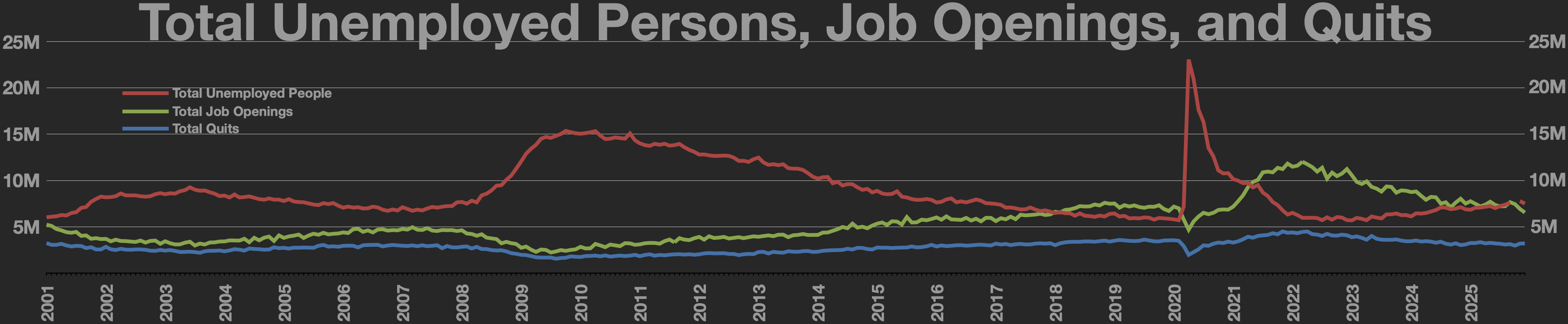
Total de abandonos o dimisiones
Total de gente sin empleo
Total de puestos de trabajo disponible

Es cierto que desde la década de 2000 hasta 2019, la tasa de dimisión de Estados Unidos nunca había superado el 2,4% de los trabajadores al mes.
Usualmente, el aumento de las tasas de dimisión indica que los trabajadores creen que pueden encontrar un trabajo mejor pagado; esto suele corresponder a períodos de estabilidad económica y tasas de desempleo relativamente bajas. Por el contrario, durante los periodos de alto desempleo, las tasas de dimisión tienden a disminuir a medida que las tasas de contratación también se reducen. Por ejemplo, durante la Gran Recesión, la tasa de dimisión en Estados Unidos cayó del 2,0 % al 1,3 %. En comparación, la tasa de contratación cayó del 3,7 % al 2,8 %.
Las tasas de despido en Estados Unidos durante la pandemia de COVID-19 siguieron inicialmente este patrón. En marzo y abril de 2020, 13 y 9,3 millones de trabajadores (8,6 % y 7,2 %) fueron despedidos. Posteriormente, la tasa de renuncias cayó a su nivel más bajo en siete años, el 1,6 %. La mayoría de los despidos y renuncias fueron de mujeres, que trabajan de forma desproporcionada en los sectores más afectados por los cierres, como las industrias de servicios y las guarderías.
Sin embargo, a medida que la pandemia continuaba, los trabajadores abandonaban paradójicamente sus puestos de trabajo en gran número. Y ello a pesar de la continua escasez de mano de obra y la elevada tasa de desempleo.
La pandemia habría acentuado la conciencia de que la jerarquía de los salarios y las ganancias no guardaba relación con la importancia de las funciones desempeñadas en la economía. Los trabajos esenciales siguieron funcionando durante la crisis, aunque estuvieran mal reconocidos y mal pagados, y las finanzas florecieron. Según Godin, el discurso de la sociedad de mercado sobre el mérito y la justicia resultó ser una fábula. La gente dejó de creer en ésta y no quiso seguir alimentando esta ficción, lo que provocó la «gran renuncia».

## ¿Por qué dimiten los trabajadores?
Algunos autores defienden que la tendencia a renunciar al trabajo es una respuesta a la pandemia de COVID-19, ya que el gobierno estadounidense se habría negado a proporcionar las protecciones necesarias a los trabajadores. También se considera que se debe al estancamiento de los salarios reales a pesar del aumento del coste de la vida y en general, como causa decisiva, a las pésimas condiciones de trabajo en muchos sectores de primera línea, como profesionales de la salud, la hostelería, o la educación, así como trabajadores del conocimiento. Algunos economistas han descrito la gran dimisión como una especie de huelga general relacionada con las Huelgas de octubre en 2021 (Striketober) en Estados Unidos y a la presión laboral en el Reino Unido que demandan una mejor relación de salarios y calidad de vida.
Otros autores argumentan que las empresas están compitiendo por llevarse a los trabajadores en un contexto donde las ofertas de empleo están arrollando por completo el mercado de trabajo. No solo han estado aumentando las dimisiones, sino que los salarios de los trabajadores crecieron en diciembre de 2021 un 4,5 % (cifra más alta registrada desde diciembre de 2001). La gran dimisión está provocando la competencia entre empresas y el aumento desmesurado entre ofertas de trabajo. Existen varios motivos para explicar por qué las empresas están contratando tanto: ahorro tras el confinamiento durante la pandemia, aumento de gasto público e inflación (beneficios extraordinarios pudiendo ofrecer salario más elevados) y resultado natural del tipo de mercado de trabajo estadounidense (tendencia a dimitir desde 2010).
La pandemia de COVID-19 ha permitido a los trabajadores replantearse sus carreras, sus condiciones de trabajo y sus objetivos a largo plazo.
Mientras muchas empresas intentaban que sus empleados trabajaran presencialmente, los trabajadores deseaban la libertad del teletrabajo por la pandemia del COVID-19. Con el teletrabajo también llegó la flexibilidad de horarios, que fue la principal razón para buscar un nuevo trabajo de la mayoría de los encuestados en agosto de 2021. Además, muchos trabajadores, sobre todo en las cohortes más jóvenes, buscan obtener un mejor conciliación de la vida familiar y laboral.
Los restaurantes y los hoteles, sectores que requieren interacciones directas personales, han sido los más afectados por las oleadas de dimisiones. Las ayudas públicas y personales por COVID-19 para estimular la economía y las subidas de las prestaciones por desempleo permiten que quienes dependen de los trabajos con salarios bajos para sobrevivir se queden en casa, aunque en los lugares en los que se redujeron las prestaciones de desempleo no se produjo una creación de empleo significativa como resultado.
Según un estudio de Adobe, el éxodo está siendo impulsado por los mileniales y la Generación Z, que son más propensos a la insatisfacción laboral por las expectativas creadas. Más de la mitad de la Generación Z declaró que planeaba buscar un nuevo trabajo en el próximo año. Otra teoría es que muchas personas también sufren discapacidades por el COVID largo, alterando su capacidad o deseo de trabajar.

## Efectos de la gran dimisión

### Estados Unidos
En abril de 2021, a medida que aumentaban las tasas de vacunación contra el COVID-19, empezaron a surgir pruebas de que la gran dimisión estaba comenzando en los Estados Unidos. Ese mes, un récord de 4,0 millones de estadounidenses renunciaron a sus empleos. En junio de 2021, aproximadamente 3,9 millones de trabajadores estadounidenses abandonaron sus trabajos.
En octubre de 2021, la Oficina de Estadísticas Laborales de Estados Unidos informó de que las tasas de abandono de los trabajadores de los servicios de alimentación aumentaron hasta el 6,8 %, lo que está muy por encima de la media del sector del 4,1 % en los últimos 20 años y sigue siendo superior a los picos de abandono del sector del 5 % en 2006 y 2019.
En medio de la gran renuncia o gran dimisión, se inicia una oleada de Huelgas conocida como Striketober, con más de 100 000 trabajadores estadounidenses participando o preparándose para la huelga.
 
Al referirse al Striketober, The Guardian publicó que algunos economistas describieron la Gran Renuncia como la participación de los trabajadores en una huelga general contra las malas condiciones de trabajo y los bajos salarios.

### Europa
Una encuesta realizada por la empresa de recursos humanos SD Worx entre 5 000 personas de Bélgica, Francia, Reino Unido, Alemania y Países Bajos ha revelado que los empleados de Alemania son los que más renuncias relacionadas con el COVID-19, con un 6,0 % de los trabajadores que abandonan su puesto de trabajo. Le siguieron el Reino Unido, con un 4,7 %, los Países Bajos, con un 2,9 %, y Francia, con un 2,3 %. Bélgica tuvo el menor número de dimisiones con un 1,9 %.
Los datos preliminares muestran un aumento del número de abandonos en Italia, a partir del segundo trimestre de 2021. El aumento registrado no solo se produjo en términos absolutos, sino también en términos de tasa de abandono (calculada como abandonos sobre la población empleada) y de cuota de abandono (calculada como abandonos sobre el total de terminaciones de contratos).
En España, en marzo de 2022, la tasa de desempleo era del 13,5 % y el desempleo en menores de 25 años de 29,6 %. A pesar del alto desempleo, sobre todo de menores de 25 años, hay varios sectores de la economía que no cubren los puestos de trabajo: hostelería, construcción, transporte y agricultura. Esta realidad paradójica, alto desempleo y puestos de trabajo sin cubrir, se explicaría por los bajos salarios y las malas condiciones laborales (horarios ilegales por encima de las 8 horas diarias, ausencia de contrato laboral, sin días de descanso, y lo demás) que se ofrecen en estos puestos de trabajo. Desde los empresarios se alega falta de formación y preparación.

### China
En China se está produciendo un fenómeno similar, denominado Tang ping. Comenzó más o menos durante el mismo tiempo en abril de 2021. El movimiento se considera una protesta social y un estilo de vida en China. Se rechazan las presiones sociales para trabajar en exceso, como en el sistema de 996 horas de trabajo, que a menudo produce rendimientos cada vez menores. Quienes participan en el Tang ping optan en cambio por «tumbarse en horizontal y superar los golpes» mediante una actitud poco tolerada e indiferente hacia la vida.

### India
La India ha sido testigo de renuncias a gran escala en muchos sectores de la economía. 
En particular, el sector de las tecnologías de la información fue testigo de una deserción masiva, con más de un millón de dimisiones en 2021.
.